# 慕尼黑城堡
慕尼黑城堡（捷克語：Mnichovo Hradiště）是捷克的城鎮，位於該國西北部，距離首都布拉格約70公里，由中波希米亞州負責管轄，面積34.32平方公里，海拔高度240米，2006年人口8,536。

## 外部連結
- Municipal website （页面存档备份，存于）
- History and photos of the castle (in Czech)
- Bohemian Paradise （页面存档备份，存于）